# Чэнь Юйсюнь
Чэнь Юйсюнь (кит. трад. 陳玉勳, род. 21 июня 1962, Тайбэй, Тайвань) — тайваньский кинорежиссёр, сценарист и актёр.

## Биография
Чэнь Юйсюнь родился 21 июня 1962 года в Тайбэе, Тайвань. В школе имел проблемы с успеваемостью. На этой почве стал сомневаться в себе, что стало причиной развития депрессии. Депрессивное настроение привело его к увлечению рок-музыкой. Провалив вступительные экзамены в колледж, попал в армию. За год службы в армии имел возможность познакомиться со сверстниками из разных слоёв общества с разными жизненными обстоятельствами. Здесь у него появился интерес к людям и характерам. После армии поступил на факультет образования и информатики Университета Тамканг. Параллельно работал ассистентом в студии на кафедре массовых коммуникаций. Эта работа дала ему возможность пройти стажировку у режиссёра Ван Сяоди.
После окончания университета Чэнь Юйсюнь снимал телесериалы. В 1993 году правительство запустило программу «Год кино» и Чэнь Юйсюнь получил грант на съёмки короткометражного фильма по собственному сценарию. Через два года Чэнь Юйсюнь уже дебютировал с полнометражным фильмом «Тропическая рыбка», который вскрывал социальные проблемы и с юмором и иронией изображал тайваньскую жизнь того периода. Фильм был номинирован на «Золотого леопарда» на Кинофестивале в Локарно, а на домашнем кинофестивале «Золотая лошадь» получил приз в номинации «Лучший сценарий». В 1997 году выпустил свой второй фильм «Любовь гоу-гоу». С первых же фильмов стал заметен особый почерк режиссёра, его талант к комедии, в центре которой обычные люди. Он не стремился снимать чистые комедии. По его наблюдению широкая публика относится к комедиям несерьёзно. Он обращался к элементам комедии, чтобы показывать «трагические» истории с помощью юмора. Сам писал сценарии к своим фильмам.
В 2000-х годах Чэнь Юйсюнь кино не снимал. Тайваньская киноиндустрия в этот период продолжала переживать спад, объём кинопроизводства сократился. Продюсеры не хотели вкладывать деньги в местное кино. Чэнь Юйсюнь снимал в это время рекламные ролики. На протяжении нескольких лет вообще сидел без работы.
В 2013 году он вернулся в кино с фильмом «Зона профессионалов», который стал хитом в домашнем прокате. В 2017 году совместно с «большим» Китаем Чэнь Юйсюнь поставил фэнтези-фильм «Деревня, откуда не возвращаются». Тем не менее, в материковом Китае местные активисты призывали бойкотировать фильм, так как режиссёр в 2014 году поддержал тайваньское студенческое протестное «Подсолнечное движение».
В 2020 году Чэнь Юйсюнь выпустил фильм «Пропавший День святого Валентина», сценарий к которому он написал ещё 20 лет назад. На кинофестивале «Золотая лошадь» фильм получил 11 номинаций и победил в 5: «Лучший фильм», «Лучший режиссёр», «Лучший сценарий», «Лучшие визуальные эффекты» и «Лучший монтаж».

## Фильмография

### Режиссёр и сценарист
- 1995 — Тропическая рыбка / Tropical Fish / 熱帶魚
- 1997 — Любовь гоу-гоу[кит.] / Love Go Go / 愛情來了
- 2010 — Джульетты[кит.] (сегмент «Another Juliet») / Juliets / 茱麗葉
- 2011 — 10+10[кит.] (сегмент «Hippocamp Hair Salon»)
- 2013 — Зона профессионалов[англ.] / Zone Pro Site / 總舖師
- 2017 — Деревня, откуда не возвращаются[англ.] / The Village of No Return / 健忘村
- 2020 — Пропавший День святого Валентина[англ.] / My Missing Valentine / 消失的情人節

### Только сценарист
- 2015 — Прачечник[кит.] / The Laundryman / 青田街一號 (совместно с Чунгом Ли)